# Pyrochlore

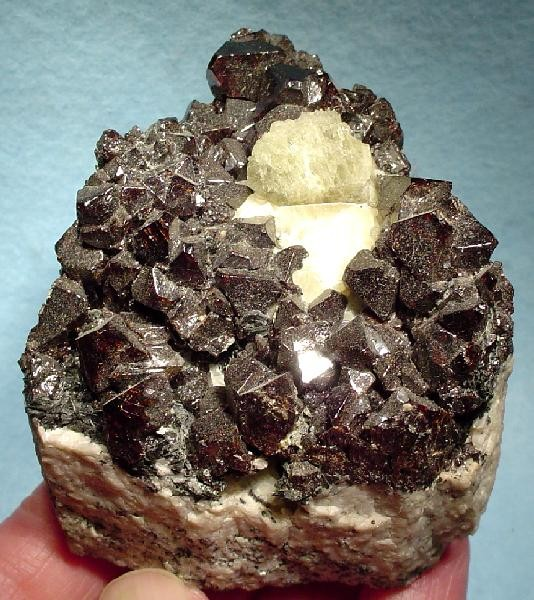
Cristaux octaédriques de pyrochlore. Échantillon provenant de Vichnovogorsk (monts Oural, Russie).

Les pyrochlores sont une famille de minéraux qui ont la même structure cristalline mais différentes compositions chimiques :
- le groupe des pyrochlores regroupe des minéraux de formule générale A2Nb2(O,OH)6Z, où A peut être Na, Ca, SnII, Sr, PbII, SbIII, Y, UIV, H2O ou ◻, et Z : OH, F, O, H2O ou ◻[1] ;
- le supergroupe des pyrochlores, plus large, rassemble des minéraux de formule générale A2-mD2X6-wZ1-n, où A (octocoordonné) peut être Na, Ca, SnII, PbII, SbIII, Y, UIV, H2O ou ◻ ; D (hexacoordonné) : Ta, Nb, Ti, SbV ou W ; X : O (partiellement substitué par OH et F) ; Z (anion ou cation) : OH, F, O, ◻, H2O, K, Cs ou Rb[2].

Le réseau cristallin prend la forme d'une maille cubique à faces centrées, et leur composition chimique est {\displaystyle {\ce {A_2B_2O_7}}} (avec A et B des métaux). De par leur grande diversité chimique, ils ont de nombreuses applications technologiques, comme la conduction ionique, la neutralisation des déchets nucléaires, les recouvrements de protection à haute température, les batteries d'oxyde solides, les conducteurs ioniques et électriques,.

## Découverte et étymologie
Ces composés ont été découverts en 1826 dans les mines de Stavern (comté de Vestfold et Telemark) et Larvik (comté de Vestfold), en Norvège. Leur nom, construit sur les mots grecs πῦρ / pûr (« feu ») et χλωρός / khlōrós (« vert »), a d'abord été donné à un minéral unique qui présente la particularité de verdir quand on le chauffe à la flamme,.

## Structure cristalline
Les pyrochlores ont comme structure cristalline la structure (Fd3m). Il s'agit d'un réseau cristallin ayant comme maille élémentaire une maille cubique à faces centrées. Leur formule chimique prend normalement la forme {\displaystyle {\ce {A_2B_2O_7}}}, mais on les retrouve également sous la forme {\displaystyle {\ce {A_2B_2O_6}}}. Leur structure est un dérivé de la structure fluorite ({\displaystyle {\ce {AO_2}}} = {\displaystyle {\ce {A_4O_8}}}, avec les cations A et B qui s'interchangent le long du plan cristallin [110]). Le manque d'oxygène par rapport à la structure flurorite est comblé par l'interstice tétraédrique entre deux cations B voisins. Ces systèmes sont sujets de par leur structure à une frustration géométrique, menant à des phénomènes magnétiques intéressants.
De par leur structure, les pyrochlores peuvent avoir différentes propriétés physiques, pouvant aller des isolants électriques ({\displaystyle {\ce {La_2Zr_2O_7}}}) aux conducteurs ioniques ({\displaystyle {\ce {Gd_{1,9}Ca_{0,1}Ti_2O_{6,9}}}}), aux conducteurs métalliques ({\displaystyle {\ce {Bi_2Ru_2O_{7-y}}}}), aux systèmes mixtes ioniques et métalliques ({\displaystyle {\ce {Dy_2Ti_2O_7}}}), aux systèmes de glace de spin ({\displaystyle {\ce {Y_2Mo_2O_7}}}) et aux matériaux supraconducteurs ({\displaystyle {\ce {Cd_2Re_2O_7}}}).